# Kap Stereguschtschi
Das Kap Stereguschtschi (russisch Мыс Стерегущий Mys Stereguschtschi; englisch Cape Steregushchyy) ist ein Kap an der Küste des ostantarktischen Enderbylands. Es liegt am Ufer der Alaschejewbucht und trennt die Voskhod Bay von der Zerkal’naya Bay.
Russische Wissenschaftler benannten es. Namensgeber ist die Stereguschtschi-Klasse, eine Klasse von Mehrzweckkorvetten der Russischen Marine.